# بهبوددهنده نان
بهبود دهنده (به انگلیسی: Flour treatment agent) یا (به انگلیسی: improving agents) به گروه بزرگی از مواد وآنزیمها گفته می‌شود که به منظور بهبود برخی خواص خمیر و کیفیت نهایی نان به آرد گندم یا خمیر آن افزوده می‌شود. در صنایع آرد و نان، استفاده از این واژه کاملاً معمول بوده و غالباً شامل چندین جزء به همراه یک حامل است، که به توزیع و پخش اجزاء کمک کرده، باعث سهولت استفاده از تمامی اجزاء موجود در ترکیب بهبود دهنده می‌شود.
بهبود دهنده‌ها باعث افزایش کیفیت نان و قابلیت ماندگاری آن می‌شوند. از مزایای بهبود دهنده‌ها در خمیر این است که به گسترش خمیر سرعت می‌بخشد و زمان ور آمدن خمیر را کاهش می‌دهد و آن را نسبت به شرایط مختلف آب و هوایی و دمایی مقاوم می‌سازد و از وارفتن خمیر در مرحله تخمیر نهایی و پخت نان جلوگیری می‌کند.

## مهمترین اثرات بهبود دهنده‌ها
- کمک به فرایند تخمیر، مانند فراورده‌های آنزیمی همچون آرد مالت یا آلفا آمیلاز
- کمک به تولید گاز، مانند غذای مخمر از جمله کلرور آمونیوم
- کمک به حفظ و نگهداری گاز، مانند ترکیبات اکسیدکننده از جمله اسید اسکوربیک
- کمک به نرمی نان مانند گلیسرول مونو استئارات (GMS)
- کمک به نرمی نان سیستئین (به انگلیسی: Cysteine) آلفا اسید آمینه. **
- کمک به بهبود رنگ مغز نان، مانند آرد سویا

## محصول صنعتی سیستئین
در مقیاس صنعتی، سیستئین با هیدرولیز از موی انسان (که شامل بیش از ۱۴٪ سیستئین) و پرهای اردک تهیه شده‌است. چین یکی از تولیدکنندگان اصلی از سیستئین است. با توجه به ارزان بودن، بیشترین مواد استفاده شده برای تهیه آن از موی انسان از موهای جارو شدهٔ آرایش‌گاه‌های محلی چین و هند می‌باشد. بیشترین مصرف آن در کشور آمریکا می‌باشد، برای تهیه نان، شیرینی، پیراشکی (دونات)و دیگر محصولات آردی ... با علامت اختصاری E920